# Otto Julius Bierbaum

Bierbaum av Félix Vallotton 1897.

Otto Julius Bierbaum, född 28 juni 1865 i Grünberg i Preussen (nu Zielona Góra i Polen), död 1 februari 1910 i Dresden, var en tysk författare, som använde pseudonymen Martin Möbius.
Bierbaum övertog 1892 i Berlin utgivandet av Freie Bühne, ett språkrör för moderna litterära och konstnärliga strömningar. Tidskriften fick därefter namnet Neue deutsche Rundschau. 
År 1895 grundade han konst- och litteraturtidskriften Pan, utgav Moderne Musenalmanach och skrev konstnärsmonigrafier över bland andra Franz Stuck och Hans Thoma, liksom ungdomsarbetet Liliencrons Gedichte.
Hans litterära produktion omfattar diktsamlingar som Nemt frouwe, disen Kranz (1894), Irrgarten der Liebe (1901), novellsamlingar och romaner som Studentenberichten (1893), Stilpe (1897), Prinz Kuckuck (1907-08) samt dramer som Lobetanz (1895).